# Огородники (Берёзовский район)
Огородники (бел. Агароднікі) — деревня в Берёзовском районе Брестской области Беларуси. Входит в состав Соколовского сельсовета.

## География
Деревня находится в центральной части Брестской области, на левом берегу реки Ясельды, к западу от автодороги Р-136, на расстоянии приблизительно 5 километров (по прямой) к востоку от города Берёза, административного центра района. Абсолютная высота — 150 метров над уровнем моря. Площадь населённого пункта — 1,65 км².

## История
По состоянию на 1905 год, в Огородниках проживало 392 человека. В административном отношении деревня входила в состав Песковской волости Слонимского уезда Гродненской губернии.
Согласно Рижскому мирному договору (1921), деревня вошла в состав межвоенной Польши. Входила в состав гмины Пески Косовского повета Полесского воеводства Польши. В 1921 году числилось 445 жителей, проживавших в 86 домах. В этническом составе населения того периода белорусы составляли 92 %, поляки — 8 %. В конфессиональном составе населения преобладали православные христиане (92 %).
С 1939 года в БССР, с 1940 года деревня в составе Соколовского сельсовета.

## Население
По данным переписи 2019 года, в деревне проживало 244 человека.
| Год  | Население, человек |
| ---- | ------------------ |
| 1905 | 392                |
| 1921 | ↗ 445              |
| 2009 | ↘ 298              |
| 2019 | ↘ 244              |